# Catégorie (sports)
Pour les articles homonymes, voir Catégorie.
 (décembre 2016).
Cet article présente les catégories mises en place dans différents sports, dans le but de définir un ensemble d'individus pouvant s'affronter à chances, en général physiques, égales dans une compétition.
Il n'est par contre pas destiné à présenter les systèmes de classement mis en place dans chaque sport pour définir la hiérarchie des pratiquants.

## Selon le poids

### Catégories de l'aviron
- Poids légers : hommes en dessous de 72,5 kg avec moyenne des rameurs du bateau inférieure à 70 kg (sauf pour un rameur de couple - skiff- où le poids maximum est retenu) et femmes en dessous de 59 kg avec moyenne des rameuses du bateau inférieure à 57 kg (sauf pour un rameur de couple - skiff- où le poids maximum est retenu).
- Toutes catégories : pas de contraintes de poids

### Catégories decatch
Par mimétisme, le catch utilise parfois des catégories de poids, même s'il est vraisemblable que certains catcheurs soient présentés comme appartenant à une catégorie qui ne correspond pas à leur poids réel. En raison de la nature spectaculaire de la discipline, tous les catcheurs peuvent s'affronter, avec pour seule restriction que les catcheurs plus lourds ne peuvent pas concourir pour les titres de champion dédiés aux catégories de poids inférieures. À l'inverse, un poids plus léger peut concourir pour les championnats poids lourd.
Dans le catch moderne, étant donné la prééminence fréquente des gabarits les plus impressionnants, quand les catégories de poids sont utilisées, elles se limitent le plus souvent à deux groupes :
- Poids lourds-légers (moins de 100 kg), désignés en anglais par les appellations cruiserweight (ou junior heavyweight). On utilise aussi parfois pour décrire cette même catégorie le terme light heavyweight qui correspond en français à la catégorie des mi-lourds.
- Poids lourds (au-delà de 100 kg), en anglais heavyweight.

À partir de la fin des années 1940 et pendant plusieurs décennies en Europe, il était courant d'utiliser le système de règles de l'amiral Moutevans (en), élaboré au Royaume-Uni dans un effort de normalisation sportive.
Sept catégories de poids existaient alors :
- Lightweight, moins de 154 livres (69,85 kg)
- Welterweight, moins de 165 livres (74,84 kg)
- Middleweight, moins de 176 livres (79,83 kg)
- Heavy Middleweight, moins de 187 livres (84,82 kg)
- Light Heavyweight, moins de 198 livres (89,81 kg)
- Mid-Heavyweight, moins de 209 livres (94,8 kg)
- Heavyweight, au-delà de 209 livres (94,8 kg)

### Catégories degouren
|                         | Plume  | Léger  | Moyen  | Mi lourd | Lourd  | Super lourd | Super lourd |
| Senior (21 ans et +)    | -62 kg | -68 kg | -74 kg | -81 kg   | -90 kg | +90 kg      | +90 kg      |
| Junior (18, 19, 20 ans) | -57 kg | -62 kg | -68 kg | -74 kg   | -81 kg | +81 kg      | +81 kg      |
| Cadet (16,17 ans)       | -48 kg | -54 kg | -60 kg | -66 kg   | -74 kg | +74 kg      | +74 kg      |
| Minime (14,15 ans)      | -40 kg | -45 kg | -50 kg | -56 kg   | -62 kg | -68 kg      | +68 kg      |
| Benjamin (12,13 ans)    | -33 kg | -37 kg | -41 kg | -46 kg   | -52 kg | +52 kg      | +52 kg      |
| Poussin (9,10,11 ans)   | -25 kg | -28 kg | -32 kg | -36 kg   | -41 kg | +41 kg      | +41 kg      |
| Poucet (7,8 ans)        |        |        |        |          |        |             |             |

|                       | Plume  | Léger  | Moyen  | Mi lourd | Lourd  | Super lourd | Super lourd |
| Senior (21 ans et +)  | -52 kg | -57 kg | -63 kg | -70 kg   | +70 kg |             |             |
| Junior (18,19,20 ans) | -52 kg | -57 kg | -63 kg | -70 kg   | +70 kg |             |             |
| Cadette (16,17 ans)   | -52 kg | -57 kg | -63 kg | -70 kg   | +70 kg |             |             |
| Minime (14,15 ans)    | -35 kg | -40 kg | -45 kg | -50 kg   | -56 kg | -62 kg      | +62         |
| Benjamin (12,13 ans)  | -35 kg | -40 kg | -45 kg | -50 kg   | -56 kg | -62 kg      | +62         |
| Poussin (9,10,11 ans) | -25 kg | -28 kg | -32 kg | -36 kg   | -41 kg | +41 kg      | +41 kg      |
| Poucet (7,8 ans)      |        |        |        |          |        |             |             |

### Catégories de l'haltérophilie
| Homme          | Homme                | Femme          | Femme                |
| Catégories IWF | Catégories Olympique | Catégories IWF | Catégories Olympique |
| -------------- | -------------------- | -------------- | -------------------- |
| 55 kg          |                      | 45 kg          |                      |
| 61 kg          | 61 kg                | 49 kg          | 49 kg                |
| 67 kg          | 67 kg                | 55 kg          | 55 kg                |
| 73 kg          | 73 kg                | 59 kg          | 59 kg                |
| 81 kg          | 81 kg                | 64 kg          | 64 kg                |
| 89 kg          |                      | 71 kg          |                      |
| 96 kg          | 96 kg                | 76 kg          | 76 kg                |
| 102 kg         |                      | 81 kg          |                      |
| 109 kg         | 109 kg               | 87 kg          | 87 kg                |
| +109 kg        | +109 kg              | +87 kg         | +87 kg               |

### Catégories dejudo
| Jusqu'en 1997 - Hommes : - -60 kg (super-légers) - -65 kg (mi-légers) - -71 kg (légers) - -78 kg (mi-moyens) - -86 kg (moyens) - -95 kg (mi-lourds) - +95 kg (lourds) - Femmes : - -48 kg (super-légers) - -52 kg (mi-légers) - -56 kg (légers) - -61 kg (mi-moyens) - -66 kg (moyens) - -72 kg (mi-lourds) - +72 kg (lourds) | À partir de 1998 - Hommes : - -60 kg (super-légers) - -66 kg (mi-légers) - -73 kg (légers) - -81 kg (mi-moyens) - -90 kg (moyens) - -100 kg (mi-lourds) - +100 kg (lourds) - Femmes : - -48 kg (super-légers) - -52 kg (mi-légers) - -57 kg (légers) - -63 kg (mi-moyens) - -70 kg (moyens) - -78 kg (mi-lourds) - +78 kg (lourds) |

### Catégories dekaraté
- Hommes :
  - -60 kg
  - -67 kg
  - -75 kg
  - -84 kg
  - +84 kg
  - OPEN (Tous poids confondus)
- Femmes :
  - -50 kg
  - -55 kg
  - -61 kg
  - -68 kg
  - +68 kg
  - OPEN (Tous poids confondus)

### Catégories delutte
- Catégorie d'âge : Poussins - Benjamin - Minimes - Cadet - Junior - Senior - Vétéran
- lutte masculine : 7 catégories (55 kg - 60 kg - 66 kg - 74 kg - 84 kg - 96 kg - 120 kg)
- lutte féminine : 7 catégories (48 kg - 51 kg - 55 kg - 59 kg - 63 kg - 67 kg - 72 kg).

Aux Jeux olympiques seules les catégories 48 kg, 55 kg, 63 kg et 72 kg sont reconnues.

### Catégories desavate/boxe française
Selon le règlement 2008-2009 de la Fédération française de savate.
Il y a des variantes dans les autres fédérations. Par exemple sur le site de la Fédération francophone belge,.
- Jusque cadet inclus
  - Moustique 	< 24 kg
  - Pré-mini-mouche 	24-27 kg
  - Pré-mini-coq 	27-30 kg
  - Pré-mini-plume 	30-33 kg
  - Pré-mini-léger 	33-36 kg
  - Mini-mouche 	36-39 kg
  - Mini-coq 	39-42 kg
  - Mini-plume 	42-45 kg
  - Mini-léger 	45-48 kg
  - Mouche 	48-51 kg
  - Coq          51-54 kg
  - Plume 	54-57 kg
  - Super-plume 	57-60 kg
  - Léger 	60-63 kg
  - Super-léger 	63-66 kg
  - Mi-moyen 	66-70 kg
  - Super-mi-moyen 70-74 kg
  - Moyens 	74-79 kg
  - Mi-lourd 79-85
  - Lourd 	> 85 kg
- Après Cadet
  - Mouches : moins de 48 kg
  - Coqs : de 48 à 52 kg
  - Plumes : moins de 56 kg
  - Légers : de 56 à 60 kg inclus
  - super-légers : 60 à 65 kg inclus
  - Mi-Moyens : de 65 à 70 kg inclus
  - S/M/Moyens : de 70 à 75 kg inclus
  - Moyens : de 75 à 80 kg inclus (H) + 75 kg (F)
  - Mi-Lourds : de 80 à 85 kg inclus
  - Lourds : plus de 85 kg

### Catégories detaekwondo
Il existe plusieurs catégories de poids, et trois catégories d'âge (junior, senior et vétéran).
Selon la WTF (World Taekwondo Federation):
- Catégorie masculine : 54 kg, 58 kg, 63 kg, 68 kg, 74 kg, 80 kg, 87 kg, +87 kg
- Catégorie féminine : 46 kg, 49 kg, 53 kg, 57 kg, 62 kg, 67 kg, 73 kg, +73 kg

Selon l'ITF (International Taekwon-do Federation):
- Catégorie masculine : 50 kg, 57 kg, 64 kg, 71 kg, 78 kg, 85 kg, +85 kg
- Catégorie féminine : 45 kg, 51 kg, 57 kg, 63 kg, 69 kg, 75 kg, +75 kg

Aux Jeux olympiques :
- Catégorie masculine : 58 kg, 68 kg, 80 kg, +80 kg
- Catégorie féminine : 49 kg, 57 kg, 67 kg, +67 kg

## Selon l'âge

### Catégories génériques internationales
Âge calculé au 31 décembre de l'année en cours
- U7 catégorie sportive réservée aux joueurs de moins de 7 ans (Under the age of 7 en anglais)
- U8 catégorie sportive réservée aux joueurs de moins de 8 ans (Under the age of 8 en anglais)
- et ainsi de suite avec U9, U10, U11, U12, U13, U14, U15, U16, U17, U18, U19, U20, U21, U-22 et U-23

### Catégories enathlétisme
Selon site FFA 
- Baby Athlé : jusqu'à 6 ans
- Ecole d'athlétisme : de 7 à 9 ans
- Poussin : de 10 à 11 ans
- Benjamin : de 12 à 13 ans
- Minime : de 14 à 15 ans
- Cadet : de 16 à 17 ans
- Junior : de 18 à 19 ans (Under 20 à l'international)
- Espoir : de 20 à 22 ans (Under 23 à l'international)
- Senior : de 23 à 34 ans
- Master : 35 à 39 ans à l'international et en championnats de France Master de piste indoor et outdoor
- Master 1 : de 40 à 49 ans (Championnat de France de cross et route)
- Master 2 : de 50 à 59 ans
- Master 3 : à partir de 60 ans
- Master 4 : à partir de 70 ans
- Master 5 : à partir de 80 ans
- NB : déclinaison à l'international de la catégorie Master 35-39, 40-44, 45-49, 50-54, 55-59, 60-65, 66-69, 70-74, 75-79, 80-84, 85-89, 90-94, 95-99 ...
- NB : le terme de vétéran a été supprimé en France des documents officiels au profit du terme Master depuis le 1er novembre 2015 [8]
- NB : en France on change de catégorie au 1er septembre (depuis saison 2022-2023) tandis qu'au niveau international le changement de catégorie est au 1er janvier

### Catégories encourse d'orientation(FFCO)
En France, les licenciés de chaque sexe sont classés dans une catégorie selon leur âge au 31 décembre de l'année :
- D10 / H10 : 10 ans et moins
- D12 / H12 : 11 et 12 ans
- D14 / H14 : 13 et 14 ans
- D16 / H16 : 15 et 16 ans
- D18 / H18 : 17 et 18 ans
- D20 / H20 : 19 et 20 ans
- D21 / H21 : 21 à 34 ans
- D35 / H35 : 35 à 39 ans
- D40 / H40 : 40 à 44 ans
- D45 / H45 : 45 à 49 ans
- D50 / H50 : 50 à 54 ans
- D55 / H55 : 55 à 59 ans
- D60 / H60 : 60 à 64 ans
- D65 / H65 : 65 à 69 ans
- D70 / H70 : 70 à 74 ans
- D75 / H75 : 75 à 79 ans
- D80 / H80 : 80 ans et plus

Au niveau international, l'IOF - la Fédération Internationale de Course d'Orientation - propose une classe d'âge supplémentaire pour les 85 ans et plus.

### Catégories encyclisme(FFC)
- pré-licencié : de 4 à 6 ans
- Poussins : de 7 à 8 ans
- Pupilles : de 9 à 10 ans
- Benjamins : de 11 à 12 ans
- Minimes : de 13 à 14 ans
- Cadets : de 15 à 16 ans
- Juniors : de 17 à 18 ans
- Espoirs : de 19 à 22 ans
- pros : à partir de 19 ans
- Seniors : de 23 à 29 ans
- Master 1 : de 30 à 39 ans
- Master 2 : de 40 à 49 ans
- Master 3 : à partir de 50 ans

Pour les longues distances : Juniors et plus vieux

Descente : Cadets et plus vieux

Trial : Benjamins et plus vieux

### Catégories aubadminton
L'âge est pris en compte au 1er janvier (à zéro heure) de la saison en cours pour les catégories adultes.
Pour les catégories jeunes, la prise en compte des âges s'apprécie au 1er janvier qui suit immédiatement la saison en cours (à zéro heure).
Les catégories ont changé à partir de la saison 2015-2016 pour s'aligner sur les catégories européennes:
- Jeune :
  - MiniBad : jusqu'à 9 ans.
  - Poussins : 9 à 10 ans.
  - Benjamins : 11 à 12 ans.
  - Minimes : 13 à 14 ans
  - Cadets : 15 à 16 ans
  - Juniors : 17 à 18 ans
- Adultes :
  - Séniors : 18 à 39 ans
  - Vétérans 1 : 35 à 39 ans (les 35-39 ans sont "séniors" mais ils peuvent jouer en "vétérans")
  - Vétérans 2 : 40 à 44 ans
  - Vétérans 3 : 45 à 49 ans
  - Vétérans 4 : 50 à 54 ans
  - Vétérans 5 : 55 à 59 ans
  - Vétérans 6 : 60 à 64 ans
  - Vétérans 7 : 65 à 69 ans
  - Vétérans 8 : 70 ans et plus

### Catégories enbasket-ball
- U7 (Baby basketteur) : 6 ans et moins
- U8-U9 (Mini-poussin) : 7 et 8 ans
- U10-U11 (Poussin) : 9 et 10 ans
- U12-U13 (Benjamin) : 11 et 12 ans
- U14-U15 (Minime) : 13 et 14 ans
- U18-U19-U20 (Junior) : 17,18 et 19 ans
- Senior : 20 ans et plus

### Catégories encanoë-kayak- VA'A
En France, les pratiquants de canoë-kayak en compétition sont classés par catégories basées sur l'âge.
Ces catégories sont les suivantes :
- Poussin : 9 et 10 ans,
- Benjamin : 11 et 12 ans,
- Minime : 13 et 14 ans,
- Cadet : 15 et 16 ans,
- Junior : 17 et 18 ans,
- Senior : 19 à 34 ans,
- Vétéran : À partir de 35 ans. La catégorie Vétéran est organisée par tranches d’âges de 5 années (ex : 35 à 39 = V1 ; 40 à 44 = V2).

Outre ces catégories d'âge, il existe une catégorie spécifique nommée "Handikayak", spécifique aux pratiquants handicapés.

### Catégories enescalade(FFME)
Le changement de catégorie pour une saison sportive est déterminé en prenant en référence l’année de naissance et l’année civile débutant au cours de la saison sportive. Pour la saison sportive 2015/2016 (01/09/15-31/08/16), un jeune né le 15/05/99 aura 17 ans dans l’année civile 2016 et sera donc cadet pendant la saison sportive. Il en sera de même pour un jeune né le 25/12/00.
- Microbe : 8 et 9 ans
- Poussin : 10 et 11 ans
- Benjamin-e : 12 et 13 ans
- Minime : 14 et 15 ans (catégorie jeune)
- Cadet-te 16 et 17 ans (catégorie jeune)
- Junior : 18 et 19 ans (catégorie jeune)
- Senior : 20 à 39 ans
- Vétéran-e : 40 ans et plus

Site de la FFME

### Catégories enfootball
| Âge au 1er janvier | École | Anciens noms,     | Anciens noms, | Anciens noms,   | Anciens noms, | Sous-catégories actuelles | Catégories actuelles | Compétitions                              | Groupe                                  |
| ------------------ | ----- | ----------------- | ------------- | --------------- | ------------- | ------------------------- | -------------------- | ----------------------------------------- | --------------------------------------- |
| 5 ans              | GS    | Poussins          |               |                 | Débutants     | U6                        | U7                   | Départementales                           | école de football ou Football animation |
| 6 ans              | CP    | Poussins          |               | Débutants       | Débutants     | U7                        | U7                   | Départementales                           | école de football ou Football animation |
| 7 ans              | CE1   | Diablotins        | Juniors F     | Débutants       | Poussins      | U8                        | U9                   | Départementales                           | école de football ou Football animation |
| 8 ans              | CE2   | Diablotins        | Juniors F     | Poussins        | Poussins      | U9                        | U9                   | Départementales                           | école de football ou Football animation |
| 9 ans              | CM1   | Préminimes        | Juniors E     | Poussins        | Benjamins     | U10                       | U11                  | Départementales                           | école de football ou Football animation |
| 10 ans             | CM2   | Préminimes        | Juniors E     | Benjamins       | Benjamins     | U11                       | U11                  | Départementales                           | école de football ou Football animation |
| 11 ans             | 6e    | Minimes           | Juniors D     | Benjamins       | Pupilles      | U12                       | U13 ou séparées      | Départementales et régionales             | pré-formation                           |
| 12 ans             | 5e    | Minimes           | Juniors D     | Moins de 13 ans | Pupilles      | U13                       | U13 ou séparées      | Départementales et régionales             | pré-formation                           |
| 13 ans             | 4e    | Cadets            | Juniors C     | Moins de 13 ans | Minimes       | U14                       | U15 ou séparées      | Départementales et régionales             | pré-formation                           |
| 14 ans             | 3e    | Cadets            | Juniors C     | Moins de 15 ans | Minimes       | U15                       | U15 ou séparées      | Départementales et régionales             | pré-formation                           |
| 15 ans             | 2nd   | Scolaires         | Juniors B     | Moins de 15 ans | Cadets        | U16                       | Selon compétition    | Départementales, régionales et nationales | formation                               |
| 16 ans             | 1e    | Scolaires         | Juniors B     | Moins de 18 ans | Cadets        | U17                       | Selon compétition    | Départementales, régionales et nationales | formation                               |
| 17 ans             | T     | Espoirs / Juniors | Juniors A     | Moins de 18 ans | Juniors       | U18                       | Selon compétition    | Départementales, régionales et nationales | formation                               |
| 18 ans             | -     | Espoirs / Juniors | Juniors A     | Moins de 18 ans | Juniors       | U19                       | Selon compétition    | Départementales, régionales et nationales | formation                               |
| 19 et 34 ans       | -     | Seniors           | Seniors       | Seniors         | Seniors       | Seniors                   | Seniors              | Départementales, régionales et nationales |                                         |
| 35 ans et +        | -     | Vétérans          | Vétérans      | Vétérans        | Vétérans      | Vétérans                  | Vétérans             | Départementales                           |                                         |

### Catégories engymnastique
Selon l'année de naissance, par exemple pour la saison 2016-2017 :
- Baby-Gym : naissance en 2011 et après
- Poussin : naissance entre 2008 et 2010
- Benjamin : naissance entre 2006 et 2007
- Minime : naissance entre 2004 et 2005
- Cadet : naissance entre 2002 et 2003
- Junior :
  - Filles : naissance entre 2000 et 2001
  - Garçons : naissance entre 1999 et 2001
- Senior : de 20 ans à 34 ans
  - Filles : naissance en 1999 ou avant
  - Garçons : naissance en 1998 ou avant

### Catégories enhandball
- -EDH (École de hand -9)
- -11
- -13
- -15
- -18
- seniors

### Catégories enhockey sur gazon
Les catégories d'âges sont définies à l'article 18 du règlement administratif de la Fédération Française de Hockey
- Moins de 8 ans
- Moins de 10 ans
- Moins de 12 ans
- Moins de 14 ans
- Moins de 16 ans
- Moins de 19 ans
- Plus de 19 ans
- Plus de 35 ans

L’âge du licencié s’apprécie au 31 décembre de l’année au cours de laquelle débutent les compétitions organisées par la F.F.H.

### Catégories enhockey sur glace
- Initiation EDH (U7) : École de hockey -7 ans
- Moustiques (U9) : -9 ans
- Poussins (U11) : -11 ans
- Benjamins (U13) : -13 ans
- Minimes (U15) : -15 ans
- Cadets (U17) : -17 ans (à partir de la saison 2024/2025: U18: -18 ans)
- Espoirs (U20) : -20 ans
- Seniors
- Vieilles crosses : adultes niveau confirmé
- Loisirs : adultes niveau débutant

Site de la FFHG
Au Québec:
- Mag 1, 2 ou 3
- Pré-novice
- Novice (A, B ou C)
- Atome (A, AA, AAA, B, BB, BBB, C, CC, CCC)
- Pee-wee (A, AA, AAA, B, BB, BBB, C, CC, CCC)
- Bantam (A, AA, AAA, B, BB, BBB, C, CC, CCC)
- Midget (A, AA, AAA, B, BB, BBB, C, CC, CCC)
- Junior (A, AA, AAA, B, BB, BBB, C, CC, CCC)
- Seniors (A, AA, AAA, B, BB, BBB, C, CC, CCC)

### Catégories ennatation
Individuel
Catégories d'âge après 2004:
- Avenirs : 9 ans et moins
- Poussins : 10 - 11 ans
- Benjamins : 12 - 13 ans
- Juniors 1: 13 - 14 ans
- Juniors 2: 15 ans
- Juniors 3: 16 - 17 ans
- Juniors 4: 18 - 20 ans (18 - 19 ans avant 2004)
- Seniors : 21 ans et plus (20 ans et plus avant 2004)

Au-delà de 25 ans les maîtres sont répartis en catégories par tranches de cinq années d'âge
- C1 : 25 à 29 ans
- C2 : 30 à 34 ans
- C3 : 35 à 39 ans
- C4 : 40 à 44 ans
- C5 : 45 à 49 ans
- C6 : 50 à 54 ans
- C7 : 55 à 59 ans
- C8 : 60 à 64 ans
- C9 : 65 à 69 ans
- C10 : 70 à 74 ans
- C11 : 75 à 79 ans
- C12 : 80 à 84 ans
- C13 : 85 à 89 ans
- C14 : 90 à 94 ans
- C15 : 95 ans et plus

Relais (addition de l’âge des quatre relayeurs)
- R1 : 119 ans et moins
- R2 : 120 à 159 ans
- R3 : 160 à 199 ans
- R4 : 200 à 239 ans
- R5 : 240 à 279 ans
- R6 : 280 à 319 ans
- R7 : 320 à 359 ans
- R8 : 360 ans et plus

### Catégories enparachutisme
- Minime : 12 à 14 ans
- Cadet : 15 à 18 ans
- Juniors : 19 à 25 ans
- Senior : 26 à 49 ans
- Vétéran : 50 ans et plus

### Catégories enrugby à XV
- Premiers pas, Baby Rugby : 4/5 ans
- Micros poussins, Lutins : -6ans
- Mini Poussins : -8 ans
- Poussins : -10 ans
- Benjamins : -12 ans
- Minimes : -14 ans
- Cadets : -16 ans
- Juniors : -19 ans
- Espoirs : -21 ans
- Séniors : + de 18 ans
- Vétérans : + de 35 ans

### Catégories enrugby à XIII
- Premiers Pas : -6 ans
- Mini Poussins : -8 ans
- Poussins : -10 ans
- Benjamins : -12 ans
- Minimes : -14 ans
- Cadets : -16 ans
- Juniors -19 ans
- Espoirs : -21 ans
- Séniors : + de 19 ans
- Vétérans : + de 35 ans

### Catégories entennis de table
Critérium Fédéral ("indivs")
- Poussins (niveau départemental)
- Moins de 11 ans
- Moins de 12 ans
- Moins de 13 ans
- Moins de 14 ans
- Moins de 15 ans
- Moins de 16 ans
- Moins de 18 ans
- Moins de 21 ans
- Élite (plus de 21 ans)

Compétitions internationales
- U11 ou moins de 11 ans
- U13 ou moins de 13 ans
- U15 ou moins de 15 ans aussi appelée cadet
- U17 ou moins de 17 ans
- U19 ou moins de 19 ans aussi appelée junior
- U21 ou moins de 21 ans
- Senior

Autres compétitions
- Poussins : Jusqu'à 9 ans
- Benjamins 1 : 9 à 10 ans
- Benjamins 2 : 10 à 11 ans
- Minimes 1 : 11 à 12 ans
- Minimes 2 : 12 à 13 ans
- Cadets 1 : 13 à 14 ans
- Cadets 2 : 14 à 15 ans
- Juniors 1 : 15 à 16 ans
- Juniors 2 : 16 à 17 ans
- Juniors 3 : 17 à 18 ans
- Juniors 4 : 18 à 19 ans
- Seniors : 18 à 39 ans
- Vétérans 1 : 40 à 49 ans
- Vétérans 2 : 50 à 59 ans
- Vétérans 3 : 60 à 69 ans
- Vétérans 4 dames : 70 ans et plus
- Vétérans 4 messieurs : 70 à 79 ans
- Vétérans 5 messieurs : 80 ans et plus

### Catégories en Tir Sportif (Fédération française de tir)
- Poussins : moins de 10 ans
- Benjamins : 11 et 12 ans
- Minimes : 13 et 14 ans
- Cadets : 15 à 17 ans
- Juniors : 18 à 20 ans
- Seniors/Dames 1 : de 21 à 44 ans
- Seniors/Dames 2 : de 45 à 59 ans
- Seniors/Dames 3 : 60 ans et plus

Site de la Fédération Française de Tir

### Catégories entir à l'arc
L'âge est pris en compte selon l’age au 31 décembre de la 2ème année calendaire de la saison. Par exemple : si anniversaire des 18 ans a lieu le 01/09/2021 alors l’age retenu est 18 ans pour la saison 2020/2021.
- Poussins : 10 ans et moins
- Benjamins : 11 à 12 ans
- Minimes : 13 à 14 ans
- Cadets : 15 à 17 ans
- Juniors : 18 à 20 ans
- Seniors 1 : 21 à 39 ans
- Seniors 2 : 40 à 59 ans
- Seniors 3 : 60 ans et plus

Site de la Fédération Française de Tir à l'Arc
https://www.ffta.fr/nos-clubs/la-licence-federale

### Catégories entriathlon
- Mini-poussins : de 6 à 7 ans
- Poussins : de 8 à 9 ans
- Pupille : de 10 à 11 ans
- Benjamin : de 12 à 13 ans
- Minimes : de 14 à 15 ans
- Cadets : de 16 à 17 ans
- Juniors : de 18 à 19 ans
- Senior : de 20 à 39 ans
- Vétéran : à partir de 40 ans

### Catégories à laVoile
| Jeunes  | poussin  | - 9 ans     |
| Jeunes  | Benjamin | 10 - 11 ans |
| Jeunes  | Minime   | 12 - 14 ans |
| Jeunes  | Cadet    | 15 - 18 ans |
| Jeunes  | Junior   | 19 - 21 ans |
| Jeunes  | Espoir   | 22 - 25 ans |
| Senior  | Senior 1 | 26 - 30 ans |
| Senior  | Senior 2 | 31 - 35 ans |
| Senior  | Senior 3 | 36 - 45 ans |
| Senior  | Senior 4 | 46 - 55 ans |
| Senior  | Senior 5 | 56 - 65 ans |
| Vétéran | Vétéran  | + 66 ans    |

### Catégories auxéchecs(Fédération Française des Echecs)
Les joueurs et joueuses sont classé(e)s dans les dix catégories suivantes, en fonction de leur âge avant le 1er janvier de la saison :
- U08 (Petits poussins) : moins de 8 ans
- U10 (Poussins) : 8 et 9 ans
- U12 (Pupilles) : 10 et 11 ans
- U14 (Benjamins) : 12 et 13 ans
- U16 (Minimes) : 14 et 15 ans
- U18 (Cadets) : 16 et 17 ans
- U20 (Juniors) : 18 et 19 ans
- SEN (Seniors) : de 20 à 49 ans
- S50 (Seniors +) : de 50 à 64 ans
- S65 (Vétérans) : 65 ans et plus

Site de la FFE
Règlements de la FFE

### Catégories enJudo
- Eveils : 4 et 5 ans
- Mini-Poussin(e)s : 6 et 7 ans
- Poussin(e)s : 8 et 9 ans
- Benjamin(e)s : 10 et 11 ans
- Minimes : 12 et 13 ans
- Cadet(te)s : de 14 à 16 ans
- Junior(e)s : de 17 à 19 ans
- Senior(e)s : 20 ans et plus

Catégories d'âges Vétérans (ou Masters)
La catégorie Vétérans, aussi appelée catégorie Masters, permet aux pratiquants de plus de 30 ans de continuer à pratiquer le judo dans un carde compétitif adapté.
- M1 et F1 : de 30 à 34 ans
- M2 et F2 : de 35 à 39 ans
- M3 et F3 : de 40 à 44 ans
- M4 et F4 : de 45 à 49 ans
- M5 et F5 : de 50 à 54 ans
- M6 et F6 : de 55 à 59 ans
- M7 et F7 : de 60 à 64 ans
- M8 et F8 : de 65 à 69 ans
- M9 et F9 : de 70 à 74 ans
- M10 et F10 : de 75 à 79 ans
- M11 et F11 : 80 ans et plus

## Selon le véhicule
- Sports mécaniques : les trois catégories principales sont les motos, les autos et les camions. Chaque catégorie comporte diverses sous-catégories, comme les moins de 450 cm3, la catégorie marathon (motos de série), ou encore la catégorie quad.
- nautisme